# Lancer du javelot féminin aux championnats du monde d'athlétisme 2007
 (janvier 2025).
Si vous disposez d'ouvrages ou d'articles de référence ou si vous connaissez des sites web de qualité traitant du thème abordé ici, merci de compléter l'article en donnant les références utiles à sa vérifiabilité et en les liant à la section « Notes et références ».
Navigation
Helsinki 2005 Berlin 2009
L'épreuve du lancer du javelot féminin des championnats du monde d'athlétisme 2007 s'est déroulée les 29 et 31 août 2007 dans le stade Nagai d'Osaka au Japon. Elle est remportée par la Tchèque Barbora Špotáková.

## Résultats

### Finale
| Rang               | Athlète                | Pays      | Essais | Essais | Essais | Essais | Essais | Essais | Marque  | Notes |
| Rang               | Athlète                | Pays      | 1      | 2      | 3      | 4      | 5      | 6      | Marque  | Notes |
| ------------------ | ---------------------- | --------- | ------ | ------ | ------ | ------ | ------ | ------ | ------- | ----- |
| Médaille d'or      | Barbora Špotáková      | Tchéquie  | 66.40  | 60.30  | 67.07  | 64.28  | 63.56  | 64.61  | 67.07 m | NR    |
| Médaille d'argent  | Christina Obergföll    | Allemagne | 64.01  | 65.26  | 60.90  | 61.87  | 61.12  | 66.46  | 66.46 m |       |
| Médaille de bronze | Steffi Nerius          | Allemagne | 59.89  | 59.75  | 59.96  | 64.42  | 62.38  | X      | 64.42 m |       |
| 4                  | Nikola Brejchová       | Tchéquie  | 60.25  | 61.93  | 63.73  | 62.44  | X      | X      | 63.73 m |       |
| 5                  | Savva Lika             | Grèce     | 59.07  | 59.24  | 61.72  | 58.68  | 59.90  | 63.13  | 63.13 m | PB    |
| 6                  | Sonia Bisset           | Cuba      | 57.77  | 56.38  | 61.74  | X      | X      | 53.18  | 61.74 m |       |
| 7                  | Mariya Abakumova       | Russie    | 61.43  | 59.91  | X      | X      | X      | 60.74  | 61.43 m |       |
| 8                  | Linda Stahl            | Allemagne | 60.10  | 58.28  | 58.38  | 61.03  | X      | 59.75  | 61.03 m |       |
| 9                  | Barbara Madejczyk      | Pologne   | 58.37  | 58.31  | 57.32  |        |        |        | 58.37 m |       |
| 10                 | Olha Ivankova          | Ukraine   | 57.56  | 56.88  | 57.87  |        |        |        | 57.87 m |       |
| 11                 | Felicia Țilea-Moldovan | Roumanie  | 54.76  | 55.71  | X      |        |        |        | 55.71 m |       |
| 12                 | Paula Tarvainen        | Finlande  | 53.50  | X      | 50.04  |        |        |        | 53.50 m |       |

## Légende
Records et Performances
- AR : Record continental (area record)
- CR : Record des championnats (championship record)
- MR : Record du meeting (meet record)
- NR : Record national (national record)
- OR : Record olympique (olympic record)
- PR : Record paralympique (paralympic record)
- PB : Record personnel (personal best)
- SB : Meilleure performance personnelle de la saison (season's best)
- WL : Meilleure performance mondiale de l'année (world leader)
- WJR : Record du monde junior (world junior record)
- WR : Record du monde (world record)

Circonstances et Conditions
- DNF : N'a pas terminé (did not finish)
- DNS : N'a pas pris le départ (did not start)
- DQ : Disqualification (disqualification)
- NM : Aucun essai valable enregistré (No Mark)
- Q : Qualifié « directement » au prochain tour (ou à la prochaine compétition), lors d'une compétition majeure, grâce au classement ou à la réalisation des minima (automatic qualifier)
- q : Qualifié au prochain tour (ou à la prochaine compétition), lors d'une compétition majeure, grâce au repêchage ou à la réalisation de l'une des meilleures performances parmi celles des « non qualifiés directement » (grâce au meilleur temps ou à la meilleure distance par exemple) (secondary qualifier)